# Messie aux portes de Rome
Le messie aux portes de Rome  est une aggada talmudique consignée dans la version babylonienne du traité Sanhédrin, page 98a qui traite de la venue du messie attendu par les Juifs qui se trouverait dans le monde au moment même où les Juifs attendraient le plus ardemment sa venue mais dans les circonstances les plus incongrues qu’ils puissent imaginer. 

## Le récit
« Rabbi Yehoshoua ben Levi, se promenant, rencontra adossé à l'entrée d'une caverne, le prophète Élieb, à l'endroit où était enterré Rabbi Shimon bar Yo'haïc.
Il lui demanda : Ai-je une part dans le monde à venir?
Il (Élie) répondit : si le Maître le veut.
Rabbi Yéhoshoua ben Lévi dit : "J'en ai vu deux, mais j'ai entendu la voix d'un troisième"d
Il lui demanda ensuite : Quand viendra le Messie?
Il répondit - Vas et demande-luie.
Où le trouverai-je?, s'enquit le Rabbi.
A la porte de Romef
Et comment je vais le reconnaître?
Il est assis avec les pauvresg affectés de toutes sortes de maladies. Tous défont et refont leurs pansements en seule fois, mais lui, il fait et refait ses pansements, les uns après les autres, en disant ceci:'Lorsque je devrai amener la Délivrance, il ne faut pas que je sois retardé à refaire tous mes pansements!'h
Il (Rabbi Yehoshoua ben Levi) alla donc, et le salua : Paix sur toi, mon maître et professeur
Paix sur toi, fils de Levi (Ben Levi)
Quand viendras-tu, Maître?
Aujourd'hui
À son retour auprès d'Élie, Élie s'enquit :que t'a-t-il dit ?
Paix sur toi, fils de Levi
Par cela, il t'a assuré, ainsi qu'à ton père, une portion du monde à venir.
Il ne m'a pas parlé vrai, il a dit qu'il viendrait aujourd'hui, mais il ne l'a pas fait!
Il (Élie) lui répondit : C'est ce qu'il t'a dit : aujourd'hui, si vous entendez Sa voix. »

— (Psaumes 95:7)i

### Explications
- (b) Élie est un grand prophète de l'époque des premiers rois du royaume d'Israël (cf I Rois), donc bien antérieur au Rabbi qui lui parle. Faiseur de miracles, il "n'a pas connu le goût de la mort", car enlevé par Dieu sur un char céleste. Selon la tradition (Malachie 3, 23-24), il reviendra au jour du Jugement, emmenant le Mashia'h ben David avec lui.
- (c) Rabbi Shimon bar Yo'haï est l'un des grands Tannaïm.Personnage mystérieux et emblématique, on lui doit de nombreux travaux, notamment la Mekhilta, mais on lui attribue surtout le Zohar. Selon le Talmud, lui aussi aurait reçu la visite du prophète Élie, alors qu'il se réfugiait des Romains dans une grotte.
- (d) Le troisième, c'est la Shekhina, la Présence divine, qui Se trouve entre le Rabbi et le prophète. Rabbi Yehoshoua ben Levi peut l'entendre, la ressentir mais pas la voir
- (e) par "Va donc lui demander", il faut comprendre "élève-toi, attaches-toi au niveau spirituel du Messie, afin de comprendre la réponse qu'il te donnerait"
- (f) "A la porte de Rome": si Pablo Christiani l'entend au sens littéral, Nahmanide, lui, explique qu'une porte est l'extrémité d'une maison, son point limite. L'expression signifie donc la fin du pouvoir de Rome : le Messie ne se révélera que lorsque la civilisation romaine (ou ses avatars de l'époque, l'église Romaine) connaîtra ses derniers moments.
- (g) Les pauvres affectés de toutes sortes de maladies évoquent le "serviteur souffrant" du chapitre 52-53 d'Isaïe, et Nahmanide ne manque pas l'opportunité de donner aux Dominicains présents le commentaire de cette portion selon la tradition juive. Ceux-ci l'évitent néanmoins.
Les pauvres, explique Nahmanide, représentent les exclus de la société, les laissés-pour-compte.
Quant au terme "affectés de maladies", il faut le comprendre comme évoquant le conflit avec le monde.
- (h) Cette attitude est l'un des traits essentiels du Messie : il se démarque du cycle naturel des choses et s'y oppose. Le monde semble avoir une emprise sur lui, mais il n'en est rien, car il peut à tout moment dépasser les contingences naturelles et amener la délivrance.
- (i) Aujourd'hui ... si vous entendez sa voix : il a suffi à Pablo Christiani de lire "Rome" et "aujourd'hui" pour tirer ses conclusions. Nahmanide démontre qu'il n'en est pas ainsi : la fin des guerres et des conflits est encore loin, sa voix n'a pas été entendue.

## Réception
Lors de la dispute de Barcelone, qui opposa le Rav Moshe ben Nahman à un Juif converti devenu moine dominicain du nom de Pablo Christiani, ce dernier tenta d'en faire un argument démontrant la messianité de Jésus à partir du Talmud même, mais Nahmanide y coupa court.